# Puchar Hopmana 2010
Puchar Hopmana 2010 – nieoficjalne mistrzostwa drużyn mieszanych, które odbyły się australijskim Perth w dniach 2–9 stycznia 2010.
Podczas dwudziestej drugiej edycji imprezy najwyżej rozstawionym zespołem była reprezentacja Australii w składzie: Samantha Stosur i Lleyton Hewitt. Finaliści z roku 2009, Rosjanie, występowali w składzie: Jelena Diemientjewa oraz Igor Andriejew.
Obrońcami tytułu z poprzedniej edycji byli Słowacy, którzy jednak nie zagrali w turnieju.
Nowymi mistrzami rozgrywek zostali rozstawieni z nr 4. Hiszpanie w składzie: María José Martínez Sánchez i Tommy Robredo. W finale pokonali zespół Wielkiej Brytanii 2:1. Tym samym po raz trzeci w historii trofeum trafiło w ręce graczy z Półwyspu Iberyjskiego (wcześniej wygrywali w roku 1990 i 2002). Tommy Robredo po raz drugi w karierze stał się zwycięzcą zawodów (był w składzie w roku 2002), a María José Martínez Sánchez po raz pierwszy.

## Drużyny
| Państwo           | RKG | Tenisistka                  | RKG | Tenisista             |
| Australia         | 13  | Samantha Stosur             | 22  | Lleyton Hewitt        |
| Rosja             | 5   | Jelena Diemientjewa         | 35  | Igor Andriejew        |
| Wielka Brytania   | 405 | Laura Robson                | 4   | Andy Murray           |
| Hiszpania         | 26  | María José Martínez Sánchez | 16  | Tommy Robredo         |
| Niemcy            | 22  | Sabine Lisicki              | 27  | Philipp Kohlschreiber |
| Rumunia           | 45  | Sorana Cîrstea              | 48  | Victor Hănescu        |
| Stany Zjednoczone | 48  | Melanie Oudin               | 34  | John Isner            |
| Kazachstan        | 51  | Jarosława Szwiedowa         | 136 | Andriej Gołubiew      |

## Grupa A

### Mecze grupowe
| Australia – Rumunia 1:2                   |                                           |                  |
| Samantha Stosur                           | Sorana Cîrstea                            | 6:3, 4:6, 3:6    |
| Lleyton Hewitt                            | Victor Hănescu                            | 3:6, 6:3, 7:6(2) |
| Samantha Stosur Lleyton Hewitt            | Sorana Cîrstea Victor Hănescu             | 5:7, 1:6         |
| Hiszpania – Stany Zjednoczone 3:0         |                                           |                  |
| María José Martínez Sánchez               | Melanie Oudin                             | 6:4, 6:4         |
| Tommy Robredo                             | John Isner                                | 6:7, 6:3, 7:6(4) |
| María José Martínez Sánchez Tommy Robredo | Melanie Oudin John Isner                  | 6:4, 7:5         |
| Australia – Stany Zjednoczone 2:1         |                                           |                  |
| Samantha Stosur                           | Melanie Oudin                             | 6:2, 6:4         |
| Lleyton Hewitt                            | John Isner                                | 6:1, 7:5         |
| Samantha Stosur Lleyton Hewitt            | Melanie Oudin John Isner                  | 6:2, 1:6, 6:7(5) |
| Hiszpania – Rumunia 3:0                   |                                           |                  |
| María José Martínez Sánchez               | Sorana Cîrstea                            | 6:4, 6:3         |
| Tommy Robredo                             | Victor Hănescu                            | 6:3, krecz       |
| María José Martínez Sánchez Tommy Robredo | Sorana Cîrstea Victor Hănescu             | walkower         |
| Australia – Hiszpania 0:3                 |                                           |                  |
| Samantha Stosur                           | María José Martínez Sánchez               | 4:6, 1:6         |
| Lleyton Hewitt                            | Tommy Robredo                             | 2:6, 4:6         |
| Samantha Stosur Lleyton Hewitt            | María José Martínez Sánchez Tommy Robredo | 3:6, 6:3, 6:7(7) |
| Rumunia – Stany Zjednoczone 0:3           |                                           |                  |
| Sorana Cîrstea                            | Melanie Oudin                             | 2:6, 3:6         |
| Victor Hănescu                            | John Isner                                | walkower         |
| Sorana Cîrstea Victor Hănescu             | Melanie Oudin John Isner                  | walkower         |

### Tabela grupy A
| Lp. | Państwo           | Konfrontacje | Mecze | Sety |
| 1.  | Hiszpania         | 3:0          | 9:0   | 18:2 |
| 2.  | Stany Zjednoczone | 1:2          | 4:5   | 9:11 |
| 3.  | Australia         | 1:2          | 3:6   | 9:13 |
| 4.  | Rumunia           | 1:2          | 2:7   | 5:15 |

## Grupa B

### Mecze grupowe
| Rosja – Niemcy 2:1                   |                                      |                     |
| Jelena Diemientjewa                  | Sabine Lisicki                       | 4:6, 1:6            |
| Igor Andriejew                       | Philipp Kohlschreiber                | 6:3, 6:7, 6:3       |
| Jelena Diemientjewa Igor Andriejew   | Sabine Lisicki Philipp Kohlschreiber | 6:4, 7:6(7)         |
| Wielka Brytania – Kazachstan 2:1     |                                      |                     |
| Laura Robson                         | Jarosława Szwiedowa                  | 6:4, 3:6, 0:6       |
| Andy Murray                          | Andriej Gołubiew                     | 6:2, 6:2            |
| Laura Robson Andy Murray             | Jarosława Szwiedowa Andriej Gołubiew | 6:3, 5:7, 7:6(10)   |
| Wielka Brytania – Niemcy 2:1         |                                      |                     |
| Laura Robson                         | Sabine Lisicki                       | 6:7, 3:6            |
| Andy Murray                          | Philipp Kohlschreiber                | 6:4, 6:4            |
| Laura Robson Andy Murray             | Sabine Lisicki Philipp Kohlschreiber | 6:3, 6:2            |
| Rosja – Kazachstan 1:2               |                                      |                     |
| Jelena Diemientjewa                  | Jarosława Szwiedowa                  | 6:3, 6:1            |
| Igor Andriejew                       | Andriej Gołubiew                     | 4:6, 3:6            |
| Jelena Diemientjewa Igor Andriejew   | Jarosława Szwiedowa Andriej Gołubiew | 6:7(3), 4:6         |
| Rosja – Wielka Brytania 1:2          |                                      |                     |
| Jelena Diemientjewa                  | Laura Robson                         | 6:4, 6:0            |
| Igor Andriejew                       | Andy Murray                          | 1:6, 0:6            |
| Jelena Diemientjewa Igor Andriejew   | Laura Robson Andy Murray             | 4:6, 7:6(6), 6:7(6) |
| Niemcy – Kazachstan 0:2              |                                      |                     |
| Sabine Lisicki                       | Jarosława Szwiedowa                  | 4:6, 6:7(3)         |
| Philipp Kohlschreiber                | Andriej Gołubiew                     | 2:6, 1:6            |
| Sabine Lisicki Philipp Kohlschreiber | Jarosława Szwiedowa Andriej Gołubiew | nie odbył się       |

### Tabela grupy B
| Lp. | Państwo         | Konfrontacje | Mecze | Sety |
| 1.  | Wielka Brytania | 3:0          | 6:3   | 13:8 |
| 2.  | Kazachstan      | 2:1          | 5:3   | 11:7 |
| 3.  | Rosja           | 1:2          | 4:5   | 9:11 |
| 4.  | Niemcy          | 0:3          | 2:6   | 5:12 |

## Finał
| Hiszpania – Wielka Brytania 2:1           |                          |               |
| María José Martínez Sánchez               | Laura Robson             | 1:6, 6:7(6)   |
| Tommy Robredo                             | Andy Murray              | 1:6, 6:4, 6:3 |
| María José Martínez Sánchez Tommy Robredo | Laura Robson Andy Murray | 7:6(6), 7:5   |